# Heterotermes tenuis
Heterotermes tenuis är en termitart som först beskrevs av Hagen 1858.  Heterotermes tenuis ingår i släktet Heterotermes och familjen Rhinotermitidae. Inga underarter finns listade i Catalogue of Life.